# José Sebastián de Erice y O'Shea
José Sebastián de Erice y O'Shea fue un diplomático español.

## Biografía
José Sebastián de Erice y O'Shea era hijo de María Encarnación O'Shea y Pedro de Erice, también embajador. 
Fue hermano de Fernando Sebastián de Erice y O'Shea. (* 19 de marzo de 1906; † 14 de abril de 1996). Proveniente de una antigua familia del norte de España, se doctoró en letras y derecho.
En 1921 se incorporó al Servicio Exterior. 
Trabajó inicialmente como agregado y luego como secretario de tercera clase en el Ministerio de Relaciones Exteriores, la Oficina de Prensa y de la Embajada española en Bruselas, como segundo secretario en Bruselas.
El 01 de junio de 1930 fue trasladando a la delegación de Caracas, donde fue en 1931 encargado de negocios.
Fue empleado en Bahía, Sofía y en Uchda.
En 1943 fue nombrado primer Secretario en Lisboa tenía exequatur como cónsul en Oporto. 
En junio de 1945 fue nombrado a la secretaría económica de Estado para la política comercial y aduanera. En el mismo año fue nombrado profesor de Derecho diplomático en la Escuela Diplomática. 
En 1946 fue nombrado director general de política exterior.
En 1949 fue designado embajador de segunda clase.
En 1951 fue miembro en una Delegación al Este Próximo
En 1952 fue nombrado cónsul general en Ginebra y delegado permanente ante las organismos internacionales de la UNO. 
En 1955 fue ministro consejero en Washington, D C y observador permanente ante los Naciones Unidas en Nueva York.
Del 03 de febrero de 1956 al 13 de noviembre de 1964 fue embajador en Viena.
Del 18 de diciembre de 1964 al 29 de mayo de 1971 fue embajador en Bonn.
De 29 de mayo de 1971 a  15 de diciembre de 1973 fue embajador en Buenos Aires; durante su desempeño como embajador conocido a varios políticos como los presidentes Agustín Lanusse y Héctor José Campora, y a celebridades como el músico Mariano Mores, Antonio Prieto y los payasos Gaby Fofo y Miliki.
Falleció afiliado a la Sociedad de María (Marianistas).